# 李凯馨
李凱馨（英語：Eleanor Lee，1999年10月12日—），曾用名俞凱馨，是一名在中国大陸发展的新加坡女演員和歌手，宏榮與權怡鳳之女，李榮達的義女。2015年，李凱馨因出演許鞍華的蘋果手機廣告微電影《老唱片》而進入演藝圈，隨後將工作重心轉向中國大陸，開始在接拍電視劇，並於2018年發行首張迷你專輯《李凱馨》。

## 早年经历
李凱馨原名俞凱馨，1999年出生於台灣台北市。父親是新加坡演員宏榮，母親是新加坡主持人權怡鳳。2009年1月3日，在李凱馨九歲時，她的父母離異，李凱馨和她的父親就斷了聯繫。2013年，在李凱馨14歲生日聚會，她跪拜发型师李榮達為干爹，並宣佈改姓「李」。母亲自小不让她吃垃圾食品。16岁时，李凯馨在中国北京市随吴琼老师学习画画，因能够自由吃到麦当劳而感到开心。
李凱馨因為母親是明星的關係，小學期間因被校花不喜而被同學霸凌。曾有一名男同學故意撞她並擊打她的腹部導致她眼前發黑不能呼吸，向朋友求助時卻被對方反諷“不要再演了”，讓李凱馨感到受傷。更有一名男同學在校車上故意將李凱馨的頭部撞向窗戶，李凱馨卻裝作無事笑笑過去。因告訴老師會惹來更多的霸凌，以及擔心母親暴躁的脾氣而選擇隱忍，在廁所單獨吃午餐。長大後仍不敢獨自吃飯，不然會出現耳朵發燙髮紅及發抖的症狀。在《怡鳳和妹妹的廚房》中，李凱馨表示這些經歷讓她更好的認識了社會並學會了保護自己。
她曾為李榮達旗下的Addyli Hair Care Product當模特兒，也曾為母親設計禮服。
李凱馨曾就讀於布萊頓蒙特梭利幼兒園（Brighton Montessori）、道南學校和新加坡莱仕國際學校，後因工作關係，轉到北京市的一家國際學校。2017年4月，李凱馨通過北京電影學院和中央戲劇學院的面試，並且取得了中央戲劇學院話劇影視表演專業外籍第一的成績。同年7月，正式被北京電影學院表演系錄取。在《權聽你說》採訪中，她小學一年級時因將59分（滿分100分）華文考試試卷拿給母親簽名，母親在將考卷撕掉並丟下樓後並命令她下午五點之前找湊齊考卷否則不能上樓，最後卻以華文389分（滿分400分）考入北京電影學院。

## 演藝生涯
2014年，李凱馨在義父李榮達的建議下，參加了蘋果公司的廣告試鏡，並被導演許鞍華相中，出演了微電影《老唱片》。
2015年2月2日，《老唱片》一經發布便引起了社會各界的廣泛關注，李凱馨更被網友稱為“蘋果女神”。同年，李凱馨簽約北京盛夏星空影視傳媒有限公司，陸續開始在中國接拍廣告及電視劇並被選為《九州·海上牧云記》女主角蘇語凝少年時期的飾演者，此劇在2017年播出。
2016年7月，李凱馨與吳俊餘演唱古裝玄幻電視劇《青雲志》的概念主題曲《青雲志》。同年10月，李凱馨被選為以同名日劇改編的網絡劇《問題餐廳》的主演之一，飾演以雨木千佳為原型的袁千佳。
2017年，李凱馨与黄俊捷搭档在網絡劇《班長大人》及《班長大人2》中飾演了女主角葉木栖。同年6月，她與黎明搭檔主演電視劇《非常营救》，飾演活潑好動、行動力極強的職場新人安達。10月24日，李凱馨發布個人首支單曲《那個女孩》，歌曲以她的個人成長故事背景，分享一路異國追夢的歷程。11月21日，發布個人第二支抒情單曲《墨水筆與橡皮擦》。12月19日，李凱馨發佈她的首支詞曲創作單曲《在一起》。
2018年1月11日，李凱馨推出首張同名迷你專輯《李凱馨》，其中收錄了三首單曲《那個女孩》、《墨水筆與橡皮擦》以及《在一起》。隨後于1月16日，她與張雲龍搭檔主演的《我的波塞冬》開機，她在劇中飾演安菲和她的前世安菲特里忒，4月22日殺青。5月28日，她與邢昭林搭檔主演青春治愈偶像劇《強風吹拂》開機，她在劇中飾演林峰，8月17日殺青。10月13日於19歲生日當天，李凱馨發布首張英文單曲《Tattoo on My Face》，翻唱自NLSN的同名歌曲。

## 爭議
2025年5月，中國電視劇《赴山海》上檔前夕，劇中出演女二號的李凱馨疑似聲稱「中國人大部分都是儍逼」的音檔在網上流傳。5月10日，她發表聲明稱錄音為偽造，表示「我出生在中國，16歲又再次回到中國，今年我26歲，至今將近一半的人生都在中國度過，在這裡我得到了很多機會和幫助，也能在我喜歡的事業裡發光發熱，對於這片土地我完全是熱愛且充滿感激的」。然而， 《赴山海》剧组发布的宣传海报删除了李凱馨的名字。《北京日報》評論稱「中國市場始終向認同中國文化、尊重中國觀眾的創作者敞開，但對吃中國飯砸中國鍋的行為，絕不容忍」。5月12日，李凯馨干爹、发型师李荣达在微博发文控诉权怡凤、李凯馨母女忘恩负义，数年前已关系决裂，形容该事件是「报应」，并公开李凯馨经纪公司欢瑞世纪工作人员请求其「别再火上浇油」的聊天记录，对方表示录音系前助理伪造。5月21日，自称是李凯馨前助理的微博用户“鱼了个鲸_”公开道歉，承认伪造录音、恶意剪辑，因与李凯馨前经纪公司存在未解纠纷，意图利用录音进行谈判。李凯馨发布声明强调「出生中国台湾」，「对中国的情感与立场从未动摇」，并已向警方报案。

## 音樂作品

### 专辑
| 專輯 # | 專輯名稱   | 專輯類型 | 發行公司 | 發行日期      | 語言 | 專輯曲目 |
| ------ | ---------- | -------- | -------- | ------------- | ---- | --- |
| 1st    | 《李凱馨》 | 迷你專輯 | 星合世代 | 2018年1月11日 | 華語 | 曲目 1. 那個女孩 2. 墨水筆與橡皮擦 3. 在一起 4. 那個女孩 (Instruments version) 5. 墨水筆與橡皮擦 (Instruments version) |

### 單曲
| 單曲 # | 單曲名稱           | 發行公司 | 發行日期       | 語言 | 收錄專輯   | 备注   |
| ------ | ------------------ | -------- | -------------- | ---- | ---------- | ------ |
| 1st    | 《那個女孩》       |          | 2017年10月24日 | 華語 | 《李凱馨》 |        |
| 2nd    | 《墨水筆與橡皮擦》 |          | 2017年11月21日 | 華語 | 《李凱馨》 |        |
| 3rd    | 《在一起》         |          | 2017年12月19日 | 華語 | 《李凱馨》 | 自創曲 |
| 4th    | 《I'm Happy》      |          | 2019年11月28日 | 華語 | 不適用     |        |

### 影視原聲帶
| 發行日期      | 歌曲名稱             | 合作艺人 | 影視作品           | 語言 | 备注         |
| ------------- | -------------------- | -------- | ------------------ | ---- | ------------ |
| 2016年7月2日  | 《青雲志》           | 吳俊餘   | 《青雲志》         | 華語 | 電視劇概念曲 |
| 2017年9月18日 | 《你的身影》         | 不適用   | 《班長大人》       | 華語 | 電視劇片尾曲 |
| 2017年9月18日 | 《青春上演》         | 戴景耀   | 《班長大人》       | 華語 | 電視劇主題曲 |
| 2019年3月20日 | 《下雨了，你在哪裡》 | 張雲龍   | 《我的波塞冬》     | 華語 | 電視劇主題曲 |
| 2019年4月19日 | 《我的海洋》         | 張雲龍   | 《我的波塞冬》     | 華語 | 電視劇主題曲 |
| 2019年5月31日 | 《全世界的秘密》     | 邢昭林   | 《强风吹拂》       | 華語 | 電視劇片頭曲 |
| 2019年6月7日  | 《快回來吧》         | 不適用   | 《强风吹拂》       | 華語 | 電視劇片尾曲 |
| 2020年5月16日 | 《最好的幸運》       | 不適用   | 《暖暖，請多指教》 | 華語 | 電視劇插曲   |
| 2020年5月20日 | 《尋常人家》         | 不適用   | 《山寨小萌主》     | 華語 | 電視劇插曲   |
| 2020年5月20日 | 《有你的陪伴》       | 不適用   | 《山寨小萌主》     | 華語 | 電視劇插曲   |

### 翻唱歌曲
| 發行日期       | 歌曲名稱              | 原唱歌手 | 語言 | 原收錄專輯 | 备注 |
| -------------- | --------------------- | -------- | ---- | ---------- | ---- |
| 2018年10月12日 | 《Tattoo on My Face》 | NLSN     | 英語 | 不適用     |      |

### 客串歌曲
| 發行日期      | 歌手   | 歌曲名稱                | 收錄專輯 | 語言 | 备注           |
| ------------- | ------ | ----------------------- | -------- | ---- | -------------- |
| 2020年11月1日 | 黃姿寧 | 《Sweet Child o' Mine》 | 不適用   | 英語 | 翻唱自槍與玫瑰 |

## 影視作品

### 電影
| 年份   | 电影                 | 角色   | 备注     |
| ------ | -------------------- | ------ | -------- |
| 2020年 | 《倩女幽魂：人间情》 | 聂小倩 | 網絡首播 |
| 2020年 | 《纸骑兵》           | 青青   |          |
| 2024年 | 《殊死一搏》         | 小美   | 網路電影 |
| 待上映 | 《加州游戏》         | Nicole |          |

### 影視劇
| 年份   | 電視劇                 | 角色           | 備註     |
| ------ | ---------------------- | -------------- | -------- |
| 2010年 | 《魔幻视界》           | Irene（童年）  |          |
| 2017年 | 《問題餐廳》           | 袁千佳         | 網絡劇   |
| 2017年 | 《班長大人》           | 葉木           |          |
| 2017年 | 《班長大人2》          | 葉木           |          |
| 2017年 | 《九州·海上牧云記》    | 蘇語凝（少年） |          |
| 2019年 | 《我的波塞冬》         | 安菲           |          |
| 2019年 | 《強風吹拂》           | 林峰           |          |
| 2020年 | 《暖暖，请多指教》     | 劉暖暖         |          |
| 2020年 | 《山寨小萌主》         | 常乐／劉玉瑤   | 網絡劇   |
| 2024年 | 《喜卷常乐城》         | 趙洋洋         | 網路劇   |
| 2024年 | 《橘子汽水》           | 周渔           | 網絡短劇 |
| 待播   | 《非常营救》           | 安達           |          |
| 待播   | 《慕先生，请按小说来》 | 苏檬           | 網絡劇   |
| 待播   | 《我的野王女友》       |                | 網絡劇   |
| 待播   | 《世界的角落是晚餐》   |                | 網絡劇   |
| 待播   | 《他为什么依然单身》   |                | 網絡劇   |
| 待播   | 《赴山海》             | 唐方           | 網絡劇   |
| 待播   | 《掌中刃》             | 顾鱼落         | 網絡劇   |

### 音乐影片
| 年份   | 歌手   | 音乐影片   | 备注 |
| ------ | ------ | ---------- | ---- |
| 2021年 | 薛之谦 | 《不爱我》 |      |

### 實境節目

#### 固定参演
| 年份   | 頻道      | 實境節目             | 備註 |
| ------ | --------- | -------------------- | ---- |
| 2019年 | 騰訊視頻  | 《籃板青春》         |      |
| 2020年 | Channel 8 | 《怡凤和妹妹的厨房》 |      |

#### 嘉宾参演
| 日期           | 頻道     | 實境節目     | 備註 |
| -------------- | -------- | ------------ | ---- |
| 2019年5月26日  | 湖南衛視 | 《天天向上》 |      |
| 2020年10月9日  | meWATCH  | 《權聽你說》 |      |
| 2020年10月16日 | meWATCH  | 《權聽你說》 |      |